# Acanthochromis polyacanthus
Acanthochromis polyacanthus är en fiskart som först beskrevs av Bleeker, 1855.  Acanthochromis polyacanthus ingår i släktet Acanthochromis och familjen Pomacentridae. Inga underarter finns listade i Catalogue of Life.

## Bildgalleri

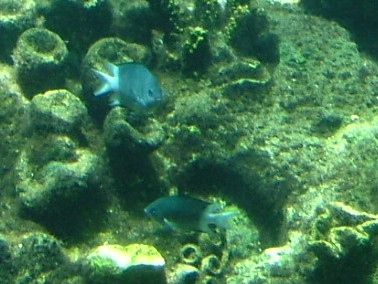